# Basil van Rooyen
Basil van Rooyen (ur. 19 kwietnia 1939 w Johannesburgu, zm. 14 września 2023) – południowoafrykański kierowca wyścigowy. Uczestniczył w dwóch Grand Prix Formuły 1 wystawiając prywatnego Coopera i McLarena, ale nie ukończył żadnego z nich. Obecnie zajmuje się wynalazkami.

## Życiorys
Początkowo van Rooyen był inżynierem i motocyklistą. W 1963 roku pokonał w wyścigu Lotusem Cortiną mistrza BSCC i ETCC, Johna Whitmore’a, ścigającego się identycznym samochodem. Następnie Fordami Mustangami i Alfami Romeo GTA brał udział w wyścigach samochodów turystycznych w RPA, w których często dominował.
W 1968 roku do van Rooyena zadzwonił John Love z ofertą udostępnienia Coopera T79 na Grand Prix RPA, ponieważ Love kupił Brabhama BT20. Inni kierowcy wprawdzie nie chcieli dopuścić van Rooyena do startu, ale Południowoafrykańczyk ostatecznie wziął udział w Grand Prix. W kwalifikacjach ścigający się z numerem 25 van Rooyen zajął dwudzieste miejsce. Na 23 okrążeniu w Cooperze van Rooyena uszkodzeniu uległa uszczelka pod głowicą i musiał wycofać się z wyścigu.
Mając wsparcie STP van Rooyen zakupił od Brabhama model BT24 i w 1968 roku zadebiutował w Południowoafrykańskich Mistrzostwach Formuły 1. Uzyskując w nich dobre wyniki, namówił Bruce’a McLarena do odsprzedania mu McLarena M7A, którego wystawił w Grand Prix RPA 1969. W kwalifikacjach uzyskał dziewiąty czas. Na skutek problemów z hamulcami na 13 okrążeniu van Rooyen tego wyścigu nie ukończył.
W tym samym czasie otrzymał od Kena Tyrrella propozycję jazdy w zespole Tyrrell. Jednakże podczas testów opon na torze Kyalami uszkodzeniu uległo jedno z kół i Południowoafrykańczyk miał wypadek: jego samochód wpadł w bariery i przeleciał ponad 90 metrów. Ostatecznie van Rooyen nigdy nie został kierowcą Tyrrella.
Po wypadku van Rooyen powrócił do wyścigów samochodami turystycznymi w RPA. Jednocześnie prowadził firmę Superperformance, oferującą akcesoria motoryzacyjne i usługi tuningowe. W 1973 roku sprzedał tę firmę i wycofał się z wyścigów. Następnie do 1985 roku prowadził firmę produkującą opakowania. Do wyścigów wrócił w 1975 roku, biorąc przez kilka lat udział w Formule Atlantic. W 1987 roku z żoną i dwoma synami wyemigrował do Australii. W 2005 roku przeszedł na emeryturę, po czym opatentował urządzenie do czyszczenia basenu "Twister", maszynę do masażu głowy "HeeBeeGeeBee" oraz rower z długimi korbami.

## Wyniki w Formule 1
| Legenda oznaczeń w tabelach wyników Wyświetl szablon na nowej stronie | Legenda oznaczeń w tabelach wyników Wyświetl szablon na nowej stronie                                                                     |
| Oznaczenie                                                            | Wyjaśnienie |
| --------------------------------------------------------------------- | --- |
| Złoty                                                                 | Zwycięzca lub mistrzostwo |
| Srebrny                                                               | 2. miejsce lub wicemistrzostwo |
| Brązowy                                                               | 3. miejsce lub II wicemistrzostwo |
| Zielony                                                               | Ukończył, punktował (w klasyfikacji generalnej, gdy zdobył co najmniej jeden punkt na przestrzeni sezonu, poza trzema powyższymi opcjami) |
| Niebieski                                                             | Ukończył, nie punktował (w klasyfikacji generalnej, gdy nie zdobył co najmniej jednego punktu na przestrzeni sezonu)                      |
| Czerwony                                                              | Nie zakwalifikował się (NZ) |
| Czerwony                                                              | Nie prekwalifikował się (NPK) |
| Różowy                                                                | Nie ukończył (NU) |
| Różowy                                                                | Niesklasyfikowany (NS) (w klasyfikacji generalnej, gdy nie został sklasyfikowany w żadnym wyścigu sezonu)                                 |
| Czarny                                                                | Zdyskwalifikowany (DK) |
| Czarny                                                                | Wykluczony (WYK/EX) |
| Biały                                                                 | Nie wystartował (NW) |
| Biały                                                                 | Kontuzjowany (K/INJ) |
| Biały                                                                 | Wyścig odwołany (OD/C) |
| Bez koloru                                                            | Został wycofany (WYC/WD) |
| Bez koloru                                                            | Nie przybył (NP/DNA) |
| Bez koloru                                                            | Nie brał udziału w treningach (NT/DNP) |
| Bez koloru                                                            | Nie został zgłoszony (–) |
| Pogrubienie                                                           | Start z pole position |
| Kursywa                                                               | Najszybsze okrążenie wyścigu |
| †                                                                     | Nie ukończył, ale jego rezultat został zaliczony ze względu na przejechanie więcej niż 90% dystansu wyścigu.                              |
| *                                                                     | Sezon w trakcie |
| 1/2/3                                                                 | Punktowana pozycja w sprincie kwalifikacyjnym                                                                                             |
| Lista systemów punktacji Formuły 1                                    | |

| Rok  | Zespół      | Samochód    | Silnik               | 1      | 2   | 3   | 4   | 5   | 6   | 7   | 8   | 9   | 10  | 11  | 12  | Msc. | Pkt. |
| ---- | ----------- | ----------- | -------------------- | ------ | --- | --- | --- | --- | --- | --- | --- | --- | --- | --- | --- | ---- | ---- |
| 1968 | John Love   | Cooper T79  | Climax R4            | ZAF NU | ESP | MCO | BEL | NLD | FRA | GBR | DEU | ITA | CND | USA | MEX | –    | 0    |
| 1969 | Team Lawson | McLaren M7A | Ford Cosworth DFV V8 | ZAF NU | ESP | MCO | NLD | FRA | GBR | DEU | ITA | CND | USA | MEX |     | –    | 0    |